# 하일초등학교 (경남)
하일초등학교는 대한민국 경상남도 고성군 하일면 학림리에 있는 공립 초등학교이다.

## 학교 연혁
- 1921년 5월 1일 하일공립보통학교(4년제) 개교
- 1933년 4월 1일 6년제 개편
- 1938년 4월 1일 하일공립심상소학교로 개칭[1]
- 1941년 4월 1일 하일공립국민학교로 개칭[2]
- 1981년 3월 1일 병설유치원 개원
- 1995년 3월 1일 수태분교장 통합
- 1996년 3월 1일 하일초등학교로 개칭[3]
- 2009년 2월 13일 급식소 및 특별실[4] 신축
- 2012년 3월 1일 장춘분교장 통합
- 2018년 9월 1일 제38대 변진희 교장 취임
- 2020년 2월 14일 제96회 졸업식(졸업생 4명, 총 4,418명)

## 참고 자료
- 하일초등학교 - 한국교육학술정보원 학교알리미